# ياسوتاكا يوشيد
ياسوتاكا يوشيدَ (باليابانية: 吉田 安孝) (22 نوفمبر 1966 في هيروشيما في اليابان – )؛ هو لاعب كرة قدم ياباني سابق كان يلعب كمدافع.

## وصلات خارجية
- ياسوتاكا يوشيد على موقع رابطة كرة القدم اليابانية للمحترفين (اليابانية)
- ياسوتاكا يوشيد على موقع عالم كرة القدم.نت (الإنجليزية)